# Morris Major
La Major è un'autovettura compact prodotta dalla British Motor Corporation d'Australia, con marchio Morris, dal 1958 al 1964. Il modello venne anche venduto come Austin Lancer. Il nome Major venne già usato dalla Morris per un altro modello, la Morris Major 6, che venne prodotta dal 1931 al 1933.

## Storia
La Major e la Lancer vennero commercializzate in tre serie, la I, la II e la Elite. La prima generazione fu un modello ottenuto tramite badge engineering dalla Wolseley 1500 e dalla Riley One-Point-Five. La Lancer fu tolta di produzione nell'aprile del 1962. La Major e la Lancer furono prodotti a Sydney, in Australia, e commercializzati nel continente oceanico. Il 98% dei componenti provenivano da industrie australiane. Molti esemplari vennero esportati in Nuova Zelanda.
Le Morris Major/Austin Lancer/Wolseley 1500/Riley One-Point-Five condividevano lo stesso design, e furono originariamente progettate per sostituire la Morris Minor nel Regno Unito. A causa del successo continuativo della Minor, il progetto venne abbandonato. Il modello venne presentato al pubblico con marchio Wolseley nel 1957 e in seguito con marchio Riley.
Il modello era leggero e possedeva delle sospensioni anteriori a barra di torsione e posteriori a balestra, oltre che uno sterzo a cremagliera mutuato dalla Minor. Il motore installato era un quattro cilindri in linea da 1.489 cm³ di cilindrata. Dal 1962 venne montato, sulla Elite, una versione da 1.622 cm³ di questo motore. Tutti i modelli erano equipaggiati da freni ad alte prestazioni della Girling. Il risultato fu un piccolo e robusto modello per famiglie, ma dotato anche di buone prestazioni. La Major e la Lancer, che si distinguevano dalle più sportive e lussuose Wolseley/Riley, possedevano gli stessi livelli di allestimento, il medesimo motore e le stesse caratteristiche generali degli altri modelli Austin e Morris in vendita all'epoca. Sebbene destinate alla fetta di mercato delle auto economiche, la Lancer e la Major avevano un alto livello di qualità e comfort.
Tutte e tre le serie furono offerte con un solo tipo di carrozzeria, berlina quattro porte. Il motore fu sempre anteriore, e la trazione fu, per le tre serie, sempre posteriore. Le tre generazioni ebbero in dotazione un cambio manuale a quattro rapporti, con la seconda, la terza e la quarta marcia sioncronizzate. 

## La Morris Major Serie II

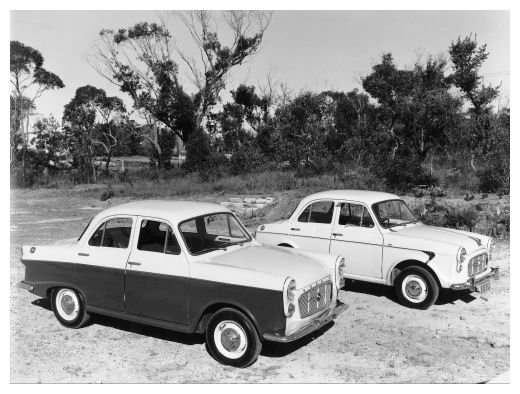
In primo piano una Morris Major Serie II. Sullo sfondo, una Serie I.

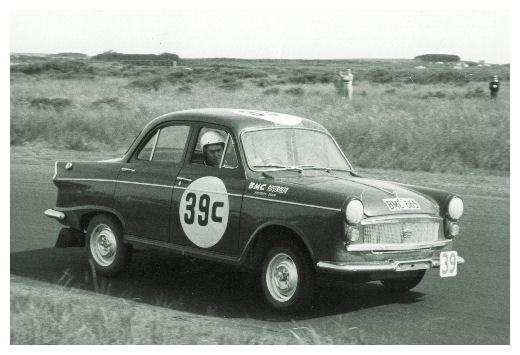
Una Austin Lancer Serie II da competizione

La Morris Major/Austin Lancer Serie I vendette abbastanza bene. Inoltre, il modello condivideva parecchi componenti con altre vetture del gruppo, e ciò portò ad un contenimento dei costi. Di conseguenza, la BMC investì nella realizzazione di una seconda serie, che fu poi in produzione dal 1959 al 1962. La nuova generazione, che venne chiamata Serie II, era più lunga di 229 mm. Vennero rivisti le pinne posteriori ed i lamierati anteriori. La nuova linea era ispirata alle carrozzerie delle vetture americane dell'epoca. Comunque, molti aggiornamenti furono applicati per rendere la Major adatta alle condizioni che si potevano trovare in Australia. In questo modo, la Major poteva essere in concorrenza con gli omologhi modelli Holden e Volkswagen. Le sospensioni e il telaio vennero rinforzati, e fu prevista l'installazione di sedili anteriori a divanetto che sostituirono quelli singoli. Fu previsto anche un sistema di ventilazione che fungeva anche da sbrinatore. L'asse posteriore ereditò da quello della serie precedente la cattiva reputazione di essere fragile. Comunque, l'asse ed il differenziale vennero rinforzati, ma ciò non bastò per mutare la nomea che aveva questa parte del veicolo. La Serie II mantenne il singolo carburatore SU e la pompa del carburante dello stesso marchio. Nel complesso, la nuova generazione del modello fu accolta bene dalla stampa.

## La Morris Major Elite

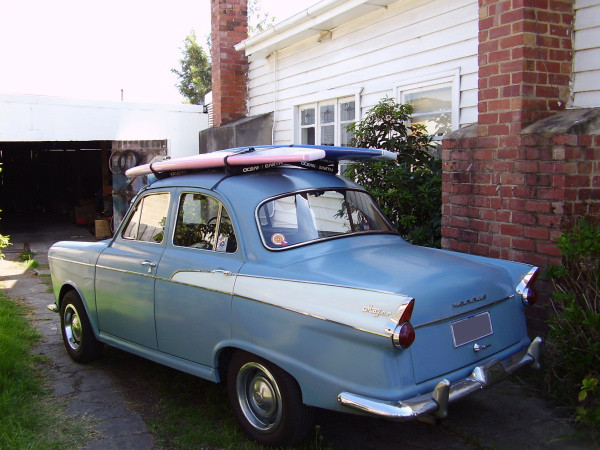
Una Morris Major Elite del 1963

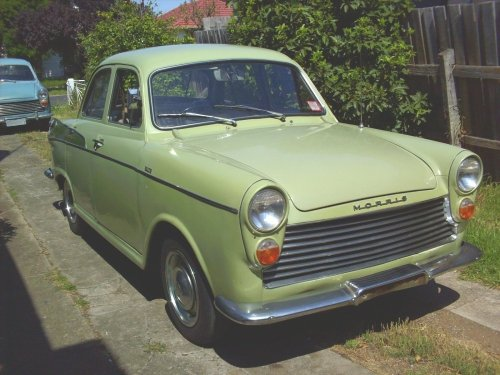
Una Morris Major Elite del 1962

Introdotta nell'aprile del 1962, la Elite fu la terza ed ultima serie del modello. Sostituì l'Austin Lancer, che non venne più commercializzata a seguito della ristrutturazione della rete di concessionari della BMC, che non erano più specializzati nei diversi marchi, ma diventarono generici rivenditori del gruppo. Era quindi inutile avere due versioni dello stesso modello, venduti con due marchi diversi. La Elite possedeva un motore più grande rispetto a quello della serie precedente, visto che ora aveva una cilindrata di 1.622 cm³. I cilindri erano quattro in linea. Questo propulsore possedeva una singolo carburatore Zenith ed una pompa del carburante di tipo meccanico della Goss. Venne rivista anche la meccanica, con l'installazione di ammortizzatori telescopici nel retrotreno e di nuove sospensioni. Venne anche lievemente rivista la linea della carrozzeria, con l'installazione di nuovi lamierati e di cornici cromate intorno ai vetri. Anche la calandra, che ora assomigliava a quella installata sulla Oxford VI, fu rinnovata. Vennero aggiornati anche l'impianto di riscaldamento e lo sbrinatore, e furono offerti nuovi colori della carrozzeria. Fu disponibile anche il lavacristalli del parabrezza. Il prezzo, rispetto a quello della Serie II, fu abbassato. Le vendite furono buone. L'arrivo della Morris 1100 portò alla fine della produzione della Major (1964).